# Provini per un massacro
Provini per un massacro è un cortometraggio del 2000 diretto da Guido Chiesa.